# Dois Vizinhos

Dois Vizinhos este un oraș în Paraná (PR), Brazilia.